# Ameer Al Halbi
Ameer al Halbi est un photojournaliste syrien né le 1er janvier 1996 à Alep en Syrie.
Réfugié en France depuis 2017, il est reconnu pour sa couverture de la révolution puis du conflit syriens à Alep, en particulier pendant le siège d'Alep.

## Couverture du conflit syrien
Walid Mashhadi naît en 1996 à Alep. Il est adolescent lorsque le printemps arabe éclate et que le soulèvement populaire commence en Syrie. Lors des premières manifestations pacifiques à Alep en 2011, son ami, prénommé Ameer, est tué. Il choisit alors de lui rendre hommage en choisissant ce prénom comme pseudonyme. Pour des raisons de sécurité, notamment pour ses proches, il ne peut pas utiliser son vrai nom pour publier des photographies des manifestations et de la répression,. Il signe alors ses photos Ameer al Halbi.
Son père et son cousin, volontaires au sein de la Défense civile syrienne, les Casques Blancs, portent secours aux habitants après les bombardements. Dès 2013, Ameer les accompagne régulièrement pour photographier et documenter ce qu'il se passe dans la ville assiégée par le régime et régulièrement pilonnée par les aviations russe et syrienne.
Ameer al Halbi rejoint le Aleppo Media Center, qui forme des journalistes-citoyens et envoie des informations sur la situation dans Alep assiégée. Il photographie le sort des civils, essentiellement celui des enfants, qu'il considère comme les principales victimes du conflit,. Il espère, comme l'a fait le photographe vietnamien Nick Ut avec sa célèbre photographie de la Petite Fille au napalm, prendre des clichés si puissants de ce qu'il observe, qu'ils puissent faire cesser la violence : « J’ai longtemps essayé de prendre une photo comme celle de Nick Ut. Une photo si forte, qu’elle serait capable de mettre fin à la guerre en Syrie. »,. Rapidement, ses photographies sont publiées, puis il devient correspondant pour l'AFP,.
En décembre 2016, Ameer quitte Alep-Est lors des évacuations forcées. Il se réfugie en Turquie avec sa mère et sa sœur. Son père a été tué en 2016 sous ses yeux dans un bombardement aérien alors qu'il portait secours à des victimes (double-frappe),,,, son cousin secouriste a été tué également,. En avril 2017, Ameer et sa famille arrivent en France.

### Détournement de son travail
En 2018 et 2019, des propagandistes diffusent un montage composé de plusieurs de ses photographies issues d'une même série prise pour l'AFP, montrant une petite fille rescapée d'un bombardement survenu le 27 août 2016. Lors du sauvetage, la fillette passe de bras en bras, un secouriste, chargé de deux enfants, la confie à un autre homme pour l'évacuer, qui lui même la passe à un troisième sauveteurs. Le montage affirme alors que la petite fille serait une comédienne, qui seraient photographiée à différents moments pour discréditer le travail des ONG, en Syrie, et faire croire que les enfants, victimes, seraient utilisés dans des mises en scènes. Ce photomontage trompeur est de nouveau utilisé en 2023, en affirmant qu'il s'agirait d'une fillette palestinienne.

## Réfugié en France
En 2017, il participe au Prix Bayeux-Calvados des correspondants de guerre, auprès de trois confrères, Karam al-Masri, Zakaria Abdelkafi et Baraa al-Halabi, pour l'AFP qui présente une exposition sur la dernière année du siège d'Alep,. L'une de ses photographies, montrant l'évacuation de civils, dont deux bébés, après un bombardement sur le quartier al-Fardous, remporte plusieurs prix, dont le prix Regard des jeunes de 15 ans,.
Ameer travaille régulièrement pour l'AFP et pour le magazine Polka. Il retrouve sa place sur le terrain en couvrant les manifestations des gilets jaunes, toujours au plus près de l’action. Il obtient une bourse pour étudier le journalisme à l’école de photographie Speos, il apprend le français et l'anglais et expose ses photographies,,.

### Marche des libertés contre la loi «sécurité globale»
Le 28 novembre 2020 à Paris, alors qu'il couvre la manifestation de la marche des libertés (notamment contre la proposition de loi relative à la sécurité globale), Ameer al Halbi reçoit un violent coup de matraque au visage, bien qu'il soit identifiable comme journaliste, selon RSF, et selon la photojournaliste Gabrielle Cézard, qui était avec lui et déclare : « Nous étions identifiables comme photographes et tous collés à un mur. On criait "presse ! presse !". Il y avait des jets de projectiles du côté des manifestants. Puis la police a mené une charge, matraque à la main »,,. Elle précise cependant « Ameer était le seul photographe qui ne portait ni casque, ni brassard ». Selon Ameer al-Halbi, son équipement de protection lui avait été confisqué lors d'une manifestation l'année précédente, alors qu'il n'avait pas sa carte de presse.
Al Halbi confirme à Libération que le policier qui l'a frappé au visage l'a fait « après avoir pourtant discerné qu'il était photographe ». Antton Rouget, journaliste pour Mediapart, ajoute que les CRS ont retardé son évacuation vers l'hôpital. L'attente a duré deux heures selon Ameer al Halbi,. L'AFP demande qu'une enquête soit menée.
Les jours suivants une enquête administrative interne en « recherche des causes des blessures », diligentée à la demande de la hiérarchie policière, est ouverte pour établir les circonstances dans lesquelles Ameer al Halbi a été blessé. Le 7 décembre, Reporters sans frontières porte plainte contre le préfet de police de Paris Didier Lallement et contre X pour violences volontaires par une personne dépositaire de l’autorité publique, dans ce que l'ONG qualifie d'agression et de « violente entrave au droit d’informer ».
Un enquête vidéo du Monde publiée en mars 2021 établit qu'Ameer al Halbi, Palice Jekowski, Rémy Buisine et d'autres journalistes, ainsi qu'une personne au sol, ont tous été frappés par un même policier, commissaire de la BRAV-M, que le journal identifie en recoupant et analysant de nombreuses images et vidéos. En 2024, le commissaire est mis en examen pour « violences volontaires par personne dépositaire de l’autorité publique » et pour « violences volontaires ayant entraîné une incapacité de travail de plus de huit jours par personne dépositaire de l’autorité publique et avec arme », qui reste en poste.

## Expositions
Liste non exhaustive
- 2021 : « Nouveaux Regards – Nouveaux territoires », grilles de la Tour Saint-Jacques, Paris[33]
- 2021 : « Dix ans de guerre vu par seize photographes syriens », Visa pour l’Image, Perpignan[34]
- 2021 : « Look At Me: Syria in Photography and Narration », Friedrich Naumann Foundation for Freedom, Berlin[35]

## Prix et récompenses
Liste non exhaustive 
- 2016 : Prix Polka Magazine du photographe de l'année[36],[5]
- 2016 : World Press Photo, 2e prix dans la catégorie Spot News[37],[6],[5]
- 2017 : Prix regard des jeunes de 15 ans au Prix Bayeux-Calvados des correspondants de guerre [38]

### Portfolio
- AFP Making off : Jour d’enfer à Alep , sur le site de l’Agence France Presse, 2 mai 2016.

### Vidéogrammes
- Eyes of Aleppo , magazine NOS op 3, Nederlandse Omroep Stichting, 9 min, 29 novembre 2017
- Instant décisif - épisode 11 Ameer al Halbi, Museum TV
- La vie est un film réel | Ameer Alhalbi, TEDxMinesNancy, 11 min, 9 août 2021
- D’Alep à Paris, le parcours engagé du photographe Ameer al Halbi, reportage de Mahmoud Othman, France 24, 15 min, 11 mars 2022